# 平山溫泉 (日本)
平山溫泉是位於日本熊本縣山鹿市（舊國肥後國）的一處溫泉。含有周圍溫泉所沒有的硫磺成分。

## 泉質
- 硫磺泉，泉源溫度40℃ - 49℃。

## 溫泉街
位於山間部，有山鹿的秘湯之稱。
平山溫泉中心設有大眾浴池。其他還有很多一日來回的泡湯設施。

## 歷史
約1300年前開湯。傳說當時皮膚病爆發，當地居民向阿蘇大名神祈禱過後，擁有治癒皮膚病的溫泉開始湧出，停止了皮膚病的流行。
由於對皮膚病有相當的療效，從古就以療養溫泉繁榮至今。

## 外部連結
- 平山温泉観光協会 （页面存档备份，存于）（日文）